# Имейл група
'Имейл група' е колекция от имена и адреси, използвани от лице или организация за изпращане на материали до множество получатели. Терминът често се разширява с включването на хора, абонирани за такъв списък.
Имейл групата представлява специален начин за използване на електронната поща, който позволява разпространяването на информация едновременно до множество Интернет потребители.

## Имейл групата като помощна технология при електронно обучение
При електронното обучение, технологията на имейл групата може да подпомогне преподавателя
при изпращането на информация до всички обучаеми в даден курс, при условие, че не е
налице друга форма за извършване на тази дейност (като дискусионен форум, например).

## Основните елементи на имейл групата
- списък от имейл адреси;
- абонати, желаещи да получават имейли на тези адреси;
- публикации (имейл съобщения), които да бъдат изпратени на тези адреси;
- рефлектор, който представлява един имейл адрес, от който до имейл адресите на всеки от абонатите ще бъдат изпратени публикациите.

## Различни видове имейл групи
Най-малко два вида имейл групи могат да бъдат обособени: списък на обяви е по-близък до първоначалния смисъл на думата, когато имейл групата е използвана за получаване на бюлетини, периодични издания или реклама. Традиционно това е правено чрез пощенската система, но с възхода на електронната поща, имейл групата става популярна. Вторият тип позволява на членовете да публикуват свои съобщения, които се излъчват към всеки един от останалите членове на мейлинг листа. Тази втора категория обикновено е известен като дискусионен списък.
Според това дали всеки член на имейл групата може да изпрати съобщение до групата, или не, има два типа имейл групи:
- управлявани (модерирани) – за да се изпрати имейл до управлявана група, той трябва първо да бъде изпратен до човека, който я управлява (нейният собственик). Той е единственият, който може да изпрати това съобщение до всички членове на групата.
- и неуправлявани (немодерирани) – за да се изпрати съобщение до неуправлявани групи, е достатъчно съобщението да се изпрати на сървъра, който автоматично препраща имейла към всяко име от списъка.

Имейл групите обикновено са напълно или частично автоматизирани, посредством използването на специализиран софтуер за имейл групи, както и на рефлекторен имейл адрес, които са разположени на сървър, притежаващ възможност за получаване на имейл съобщения. Постъпващите съобщения, изпращани на адреса на рефлектора се обработват от софтуера и в зависимост от тяхното съдържание, се разпространяват до имейл адресите на всички абонати. Някои сървъри позволяват, най-често с помощта на уеб сайт, потребителите да се абонират или да прекратят абонамента си за дадена имейл група, както и да променят някои настройки, свързани например с честотата на получаването на имейли (дали съобщенията да се получават поотделно или групирани по дни).

## Още определения
Когато сходнен или идентичен материал е изпращан до всички абонати в мейлинг листа, той често се определя като mailshot или blast. Списък за такава употреба може също да бъде определен като разпределителен списък.
В легитимните (свободни от спам) имейл групи, портебителите се записват или отписват по собствено желание.
Списъците от имейли често са под наем или продадени. Ако е под наем, наемателят се съгласява да използва мейлинг листа само за договореното време. За да приложи това притежателят на списъка обикновено вкарва фалшиви адреси всеки път когато списъка е нает. От своя страна безскрупулни наематели могат да се опитат да заобиколят тази процедура чрез вземане под наем на няколко списъка и сливането им – за да се намерят общите, валидни адреси.
Имейл групите са просто списък с електронни адреси на хора, които се интересуват от един и същи въпрос, са членове на една и съща работна група, или посещават един и същи курс заедно. Когато член на групата изпрати бележка към групата на специален адрес за електронна поща – тя се препраща към всеки един от членовете на групата.
Основните предимства на мейлинг групата за неща, като например уеб-базирани дискусии е, че когато има налични нови съобщения, те ще бъдат незабавно предадени на участниците в техните „пощенски кутии“. Примери за „имейл група“-Google groups, Yahoo groups, MSN groups, Dada mail и т.н.
Надеждни брокери на имейл групи могат да бъдат намерени в повечето маркетингови асоциации занимаващи се с поръчки по имейл.
Един пример за надежден източник на мейлинг групи е www.wilsonlists.com/632a.

## Изчистване на списъка
Изчистването на списъка е процесът, чрез които отделните елементи в бюлетина биват отстранени. Тези списъци обикновено съдържат имейл адреси или телефонни номера на тези, които не са се абонирали доброволно. Запис се изтрива от списъка, след като е получено оплакване.
Само потребители, които са се оплакали биват отстранени чрез този процес. Вярва се, че само една малка част от тези потребителите с нежелана поща са се оплакали. Тъй като повечето от тези, които не са се абонирали доброволно остават в списъка и само оплакалите се биват премахнати, спамерите поддържат „списъци, свободни от оплаквачи“ на имейл адреси за спам. Интернет доставчик който изпраща жалби от потребителите до спамера страна, често бива разглеждан като подпомагащ спамера в изчистване на списъка или за по-кратко – помага на спамерите.
Категория:Електронно обучение